# Мел Гібсон
Мел Колм-Кілле Джерард Гібсон, відоміший як Мел Гібсон (англ. Mel Columcille Gerard Gibson; нар. 3 січня 1956, Пікскілл біля Нью-Йорка) — австрало-американський актор, режисер, сценарист і продюсер, лауреат двох премій «Оскар» та премії «Золотий глобус» (1996) за режисерську роботу над драмою «Хоробре серце». Почесний офіцер ордена Австралії.

## Життєпис

### Дитячі та юнацькі роки
Народився 3 січня 1956 року.

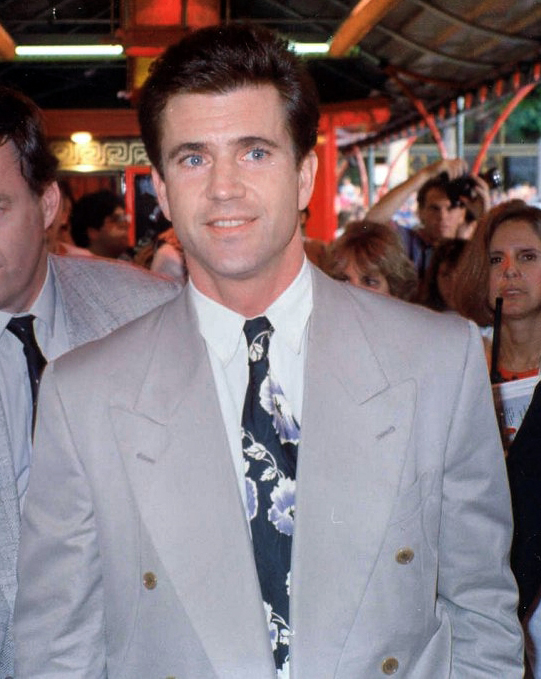
Мел Гібсон у 1990 році

Син ірландців-католиків Гаттона Гібсона та Ен Райлі Гібсон, яка народилася в парафії Колм-Кіллє графства Лонгфорд, Ірландія. Його бабця по батькові Ева Майлот була австралійською оперною співачкою. Мел народився у місті Пікскілл (округ Вестчестер, штат Нью-Йорк) і був шостим з одинадцяти дітей. Один із молодших братів Мела, Донал, також актор.
Компоненти повного імені Гібсона пов'язані з парафією Колумкіл (св. Колумба) в окрузі Лонгфорд, де народилася і виросла його мати. Перше ім'я Гібсона — Мел — походить від імені ірландського святого 5 століття, засновника дієцезії (єпархії) з центром у місті Ардах, до якої входило майже все вказане графство, друге ім'я — Колм-Кіллє — також походить від імені ірландського святого 5 століття, ірландського місіонера у Шотландії.
Хоча за народженням батько Мела Гаттон Гібсон є громадянином США, він перевіз свою родину до Австралії, а саме до Сіднею в 1968 році, після перемоги у судовій справі проти залізничної компанії New York Central Railroad, пов'язаній із його каліцтвом на колії. Цей переїзд був протестом проти війни у В'єтнамі, на яку міг бути призваний старший брат Мела. Переїзд відбувся також тому, що Гаттон, побожний католик-традиціоналіст, був упевнений, що зміни в американському суспільстві, що відбувалися у 60-і роки, були аморальними.

## Кар'єра в кінобізнесі
Закінчивши австралійську школу, Мел вступив до Національного інституту театрального мистецтва у Сіднеї. Першу роль Гібсон зіграв ще студентом у фільмі «Літнє місто». А серйозна акторська кар'єра розпочалася дещо згодом, ролями в телевізійних серіалах «Саллівани» (The Sullivans), «Поліційний відділок» (Cop Shop) і «Покарання» (Punishment).
Хвацький вигляд привабливого хлопця зробив природним лідерство Гібсона у чоловічих ролях у гостросюжетних проєктах, зокрема в фільмах «Шалений Макс», «Смертельна зброя»,  «Галліполі» Пітера Віра (англ. Peter Weir). Пізніше Гібсон розкрився в різноманітних проєктах, зокрема драмах, а саме «Гамлет» і комедійних ролях у фільмах «Меверік» та «Чого хочуть жінки».
На початку 1990-х Гібсон заснував власну кінокомпанію Icon Productions, прагнучи спробувати свої сили як режисер. Власне, найбільший мистецький і комерційний успіх прийшов до Гібсона якраз із фільмами, де він розкрився насамперед не як актор, а як режисер і продюсер. Дебютом Гібсона в новому амплуа став фільм «Людина без обличчя» 1993-го року випуску, який був схвально оцінений критиками, але це був лише початок. Фільм 1995-го року, «Хоробре серце» — епічна драма про боротьбу шотландців за незалежність під керівництвом Вільяма Воллеса — був номінований на «Оскар» у десятьох номінаціях і виграв у п'ятьох, включно з премією за найкращий фільм року і найкращого режисера. У батальних сценах фільму було залучено до двох тисяч статистів.
Далі, у 2004 році Гібсон зняв фільм «Страсті Христові», який шокував громадськість украй жорстокими сценами і детальним відтворенням Палестини початку нашої ери, методом використання арамейської, латинської та староєврейської мов, якими говорили за часів Христа. Картина є спробою детально відтворити останні дванадцять годин через життя Ісуса Христа. «Страсті Христові» заслужили високу оцінку з боку Папи Римського Івана Павла II. Попри змішані відгуки багатьох критиків, «Страсті Христові» мали приголомшливий успіх у прокаті.
Дещо пізніше, у 2006 році вийшов, як тоді гадалося, останній фільм під режисурою Гібсона, «Апокаліпто» (Apocalypto), присвячений останньому періоду цивілізації мая. Але всупереч попереднім заявам кінематографіста, фільм не став його останньою режисерською роботою. Через 10 років, у 2016 році на екрани вийшла п'ята режисерська робота Гібсона — військова драма «З міркувань совісті».
25 липня 1997 року Гібсона було почесно номіновано офіцером Ордена Австралії (Officer of the Order of Australia (AO)) за його «заслуги перед австралійською кіноіндустрією». Нагорода була почесною, оскільки за статутом ордена ним нагороджуються тільки громадяни Австралії. Мел Гібсон був першим, кому тижневиком-таблоїдом People було присуджено звання «Найсексуальніший чоловік».

### «Шалений Макс»
Гібсон дебютував у ролі затягнутого в шкіряний одяг хлопця, який вцілів після апокаліпсису, у фільмі Джорджа Міллера «Шалений Макс». Фільм був повністю незалежно фінансований і за звітом мав бюджет 300 000 австралійських доларів, з яких 15000 одержав Мел Гібсон за гру в кінокартині. Фільм здобув нечуваний успіх і приніс 100 мільйонів доларів прибутку. Його було занесено до Книги рекордів Гіннеса як фільм із найвищим співвідношенням прибутку до витрат. Поступився ж першістю він лише фільмові жаху «Прокляття Блер» у 2000 році. «Шалений Макс» отримав чотири нагороди Інституту кіно Австралії (Australian Film Institute) у 1979 році.
Коли фільм був уперше показаний у США, його було дубльовано американським варіантом англійської мови за розпорядженням дистриб'ютора — компанії American International Pictures, через побоювання, що глядачі не цілком розумітимуть австралійську вимову.
Фільм мав три продовження (сиквели): «Шалений Макс 2» (відомий у Північній Америці як «Воїн доріг» (The Road Warrior)) і «Шалений Макс 3» (відомий як «Шалений Макс під куполом грому» (Mad Max Beyond Thunderdome)). Четвертий фільм «Шалений Макс: Дорога гніву» (Fury Road), але вже з Томом Гарді у головній ролі, вийшов на екрани у 2015 році.

### «Апокаліпто»
Фільм Гібсона «Апокаліпто» вийшов на світові екрани 8 грудня 2006 року. Оригінальна назва фільму — «Apocalypto» — не пов'язана з біблійним апокаліпсисом, а походить від грецького слова, яке можна приблизно перекласти як «викриття, розкриття справжньої сутності» або «нове починання».
У цій роботі показано як цивілізація мая доживала свого віку, позаяк до 1500 року вже майже занепала. Усі діалоги у фільмі мовляться мовою юкатек. У картині, виробництво якої фінансував сам Гібсон, залучено численних невідомих раніше акторів з Мехіко, мексиканського штату Юкатан, а також індіанців зі США.

## Світогляд і заяви
У житті Мела Гібсона траплялися неприємні моменти і він сам вирізняється своєрідними поглядами на соціальні й політичні проблеми.
За тиждень до виходу кінострічки сина «Страсті Христові», 85-літній батько актора Гаттон Гібсон звинуватив євреїв у тому, що вони «сфабрикували Голокост»: — «Більшість євреїв не загинули в печах концтаборів, а втекли до Австралії й США, — сказав Гаттон Гібсон в інтерв'ю газеті „Нью-Йорк Таймс“, намагаючись захистити фільм сина від критики єврейських організацій. — А кількість — шість мільйонів — просто вигадали. Щоб піддати кремації одну людину необхідно літр бензину і 20 хвилин часу на кожну. Виходить, що німці програли війну через те, що їм не вистачило пального».
В інтерв'ю з Пеггі Нунан для Рідерз Дайджест, 30 січня 2004 року Мела Гібсона запитали про історичні ревізіоністські погляди його батька:
— "Ви мусите сказати на камеру. Голокост був, чи ні?
Гібсон відповів:

| "У мене є друзі й батьки друзів, що мають номери на руках. Хлопець, який навчив мене іспанської, був жертвою Голокосту. Він працював у концтаборі у Франції. Так, звісно. Звірства були. Війна жахлива. Друга світова війна вбила десятки мільйонів людей. Деякі з них були євреями в концентраційних таборах. Багато людей втратили своє життя. В Україні, кілька мільйонів померли від голоду між 1932 і 1933 роками. Упродовж останнього століття, 20 мільйонів людей загинуло в Радянському Союзі". Оригінальний текст (англ.) "I have friends and parents of friends who have numbers on their arms. The guy who taught me Spanish was a Holocaust survivor. He worked in a concentration camp in France. Yes, of course. Atrocities happened. War is horrible. The Second World War killed tens of millions of people. Some of them were Jews in concentration camps. Many people lost their lives. In the Ukraine, several million starved to death between 1932 and 1933. During the last century, 20 million people died in the Soviet Union." |
У 1984 році Гібсон був оштрафований на 400 доларів і на три місяці позбавлений водійських прав за перебування за кермом у стані сп'яніння.
У 1992 році Гібсон був звинувачений у гомофобії у зв'язку з непристойними жестами і заявами, що пролунали в інтерв'ю іспанській газеті «Ель Паїс».
Згодом він у грубій формі відкинув пропозицію вибачитися перед гомосексуалами:

| Я вибачуся, коли замерзне пекло. До біса їх.[9] Оригінальний текст (англ.) [I’ll apologize when hell freezes over. They can fuck off.] Помилка: {{Lang}}: не вказано код мови (допомога) |
З усім тим, за словами актора, пристрасть до алкоголю мало не довела його до самогубства. 28 липня 2006 Мел Гібсон знову був заарештований за кермування автомобілем у нетверезому стані: актор сидів за кермом із відкритою пляшкою текіли. Під час арешту Гібсон дозволив собі антисемітські висловлювання про те, що євреї були причиною всіх воєн в історії, що стало приводом для різкої критики з боку його голлівудських колег, телевізійних коментаторів, єврейських організацій, а також досить суворих заяв від деяких кінокомпаній.
Пізніше Мел вибачився за свої антисемітські висловлювання у телевізійному інтерв'ю, назвавши свою поведінку «плачевною». Він був засуджений судом до трьох років умовно, пролікувався у клініці й пройшов курс занять у Товаристві анонімних алкоголіків.
Також, що стосується фільму Мела Гібсона «Страсті Христові», деякі єврейські громадські організації назвали його антисемітським, вважаючи, що фільм може бути витлумачений як звинувачення на адресу євреїв у тому, що вони погубили Христа.
Однак Мел Гібсон заявляє, що не є антисемітом:
| Мені це забороняє моя віра. Антисемітизм — це гріх. Я дивився фільм «Список Шиндлера», в якому показано, як жахливо поводилися німці, але це ж не означає, що я ненавиджу німців і хочу заподіяти їм зло. |
Він публічно підтримує католиків-традиціоналістів з багатьох питань, зокрема — виступав проти досліджень стовбурових клітин і від'єднання Террі Шайво від апарату штучного харчування.

## Особисте життя

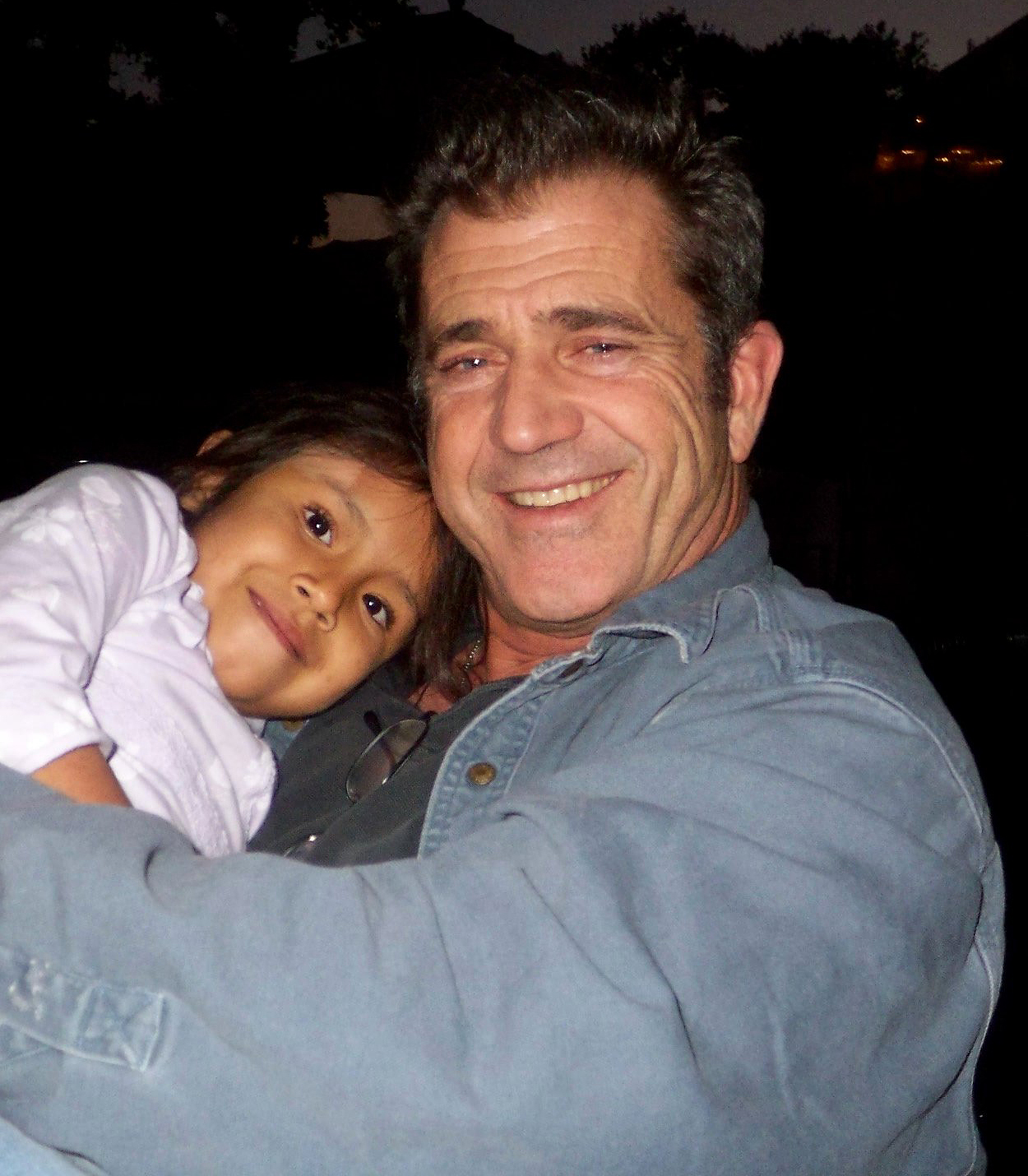
Гібсон у 2007 році

- дружина: Робін Мур (у 1980—2009 рр.)
  - діти — Ханна (1981), близнюки Едвард і Крістіан (1982), Вільям (1985), Луїс (1988), Майло (1990) і Томас (1999).
    - від дітей з Робін Мур Гібсон має трьох онуків (2017)
- дружина: Оксана Григор'єва — у 2009—2010 рр.
  - діти — дочка Лусія (нар. 2009)
- подруга: Розалінд Росс (колишня спортсменка-вершниця, потім письменниця) — з 2014 року. У вересні 2016 року було підтверджено, що Мел Гібсон і 26-річна Розалінд Росс «мають стосунки».
  - діти — син Ларс Джерард (нар. 2017).

Гібсон займався бразильським джиу-джитсу.
У 2005 році Мел Гібсон викупив у японської мережі готелів Tokyu Corporation острів Манго за 15 мільйонів доларів.
На початку 2025 року згорів будинок актора у Лос- Анжелесі .

## Фільмографія
| Рік  | Назва українською             | Оригінальна назва              | Персонаж               |
| ---- | ----------------------------- | ------------------------------ | ---------------------- |
| 1977 | Літнє місто                   | Summer City                    | Сколоп                 |
| 1979 | Тім                           | Tim                            | Тім                    |
| 1979 | Шалений Макс                  | Mad Max                        | Макс                   |
| 1980 | Ланцюгова реакція             | The Chain Reaction             | механік                |
| 1981 | Галліполі                     | Gallipoli                      | Френк Дан              |
| 1981 | Шалений Макс 2                | Mad Max 2                      | Макс                   |
| 1982 | Атакувальна група Z           | Attack Force Z                 | капітан Келлі          |
| 1982 | Рік небезпечного життя        | The Year of Living Dangerously | Гай Гамільтон          |
| 1984 | Заколот на Баунті             | The Bounty                     | помічник капітана      |
| 1984 | Ріка                          | The River                      | Том                    |
| 1984 | Місис Соффел                  | Mrs. Soffel                    | Ед                     |
| 1985 | Шалений Макс 3                | Mad Max Beyond Thunderdome     | Макс                   |
| 1987 | Смертельна зброя              | Lethal Weapon                  | Мартін Рігс            |
| 1988 | П'яний світанок               | Tequila Sunrise                | Дейл МакКасік          |
| 1989 | Смертельна зброя 2            | Lethal Weapon 2                | Мартін Рігс            |
| 1990 | Гамлет                        | Hamlet                         | Гамлет                 |
| 1990 | Пташка на дроті               | Bird on a Wire                 | Рік Джармін            |
| 1990 | Ейр Америка                   | Air America                    | Джен Ріак              |
| 1992 | Вічно молодий                 | Forever Young                  | Деніел МакКормік       |
| 1992 | Смертельна зброя 3            | Lethal Weapon 3                | Мартін Рігс            |
| 1993 | Людина без обличчя            | The Man Without a Face         | Джастін МакЛеод        |
| 1994 | Меверік                       | Maverick                       | Брет Меверік           |
| 1995 | Хоробре серце                 | Braveheart                     | Вільям Воллес          |
| 1995 | Каспер                        | Casper                         | камео                  |
| 1995 | Покахонтас                    | Pocahontas                     | Джон Сміт              |
| 1996 | Викуп                         | Ransom                         | Том Мален              |
| 1997 | Теорія змови                  | Conspiracy Theory              | Джеррі Флетчер         |
| 1997 | День батька                   | Fathers' Day                   | Скотт - пірсер, епзод  |
| 1997 | Чарівна історія               | FairyTale: A True Story        | батько Френсіс         |
| 1998 | Смертельна зброя 4            | Lethal Weapon 4                | Мартін Рігс            |
| 1999 | Розплата                      | Payback                        | Портер                 |
| 2000 | Чого хочуть жінки             | What Women Want                | Нік Маршал             |
| 2000 | Готель «Мільйон доларів»      | The Million Dollar Hotel       | детектив Скінер        |
| 2000 | Патріот                       | The Patriot                    | Бенджамін Мартін       |
| 2002 | Ми були солдатами             | We Were Soldiers               | підполковник Гел Мур   |
| 2002 | Знаки                         | Signs                          | Грем Гес               |
| 2003 | Детектив, що співає           | The Singing Detective          | Гіббон                 |
| 2004 | Папарацці                     | Paparazzi                      | камео                  |
| 2006 | Хто вбив електромобіль?       | Who Killed the Electric Car?   | камео                  |
| 2010 | Відплата                      | Edge of Darkness               | Томас Крейвен          |
| 2011 | Бобер                         | The Beaver                     | Волтер Блек            |
| 2012 | Веселі канікули               | Get the Gringo                 | Водій                  |
| 2013 | Мачете вбиває                 | Machete Kills                  | Лютер Воз              |
| 2014 | Нестримні 3                   | The Expendables 3              | Конрад                 |
| 2016 | Кровний батько                | Blood Father                   | Джон Лінк              |
| 2017 | Хто в домі тато 2             | Daddy's Home 2                 | Курт Майрон            |
| 2018 | Закатати в асфальт            | Dragged Across Concrete        | Бретт Ріджмен          |
| 2019 | Геній і безумець              | The Professor and the Madman   | Джеймс Мюррей          |
| 2020 | Сила природи                  | Force of Nature                | Рей Барретт            |
| 2020 | Полювання на Санту            | Fatman                         | Кріс Крінгл            |
| 2020 | Boss Level: Врятувати колишню | Boss Level                     | полковник Клайв Вентор |
| 2021 | Волдо                         | Last Looks                     | Аластер Пінч           |
| 2022 | Стю                           | Father Stu                     | Білл Лонг              |
|      |                               |                                |                        |
| 2022 | Золото острова Ґардіан        | Dangerous                      | Доктор Олдервуд        |
| 2022 | Панама                        | Panama                         | Старк                  |
| 2022 | В ефірі                       | On the Line                    | Елвіс                  |
| TBA  | Смертельна зброя 5            | Lethal Weapon 5                | Мартін Рігс            |

### Режисер
- 1993 — Людина без обличчя (англ. Man Without a Face)
- 1995 — Хоробре серце (англ. Braveheart)
- 2004 — Страсті Христові (англ. The Passion of the Christ)
- 2006 — Апокаліпто (англ. Apocalypto)
- 2016 — З міркувань совісті (англ. Hacksaw Ridge)
- 2025 — Небезпечний рейс (англ. Flight Risk)
- 2026 — Страсті Христові: Воскресіння (англ. The Passion of the Christ: Resurrection)
- TBA — Смертельна зброя 5 (англ. Lethal Weapon 5)

### Продюсер
- 1995 — Хоробре серце (англ. Braveheart)
- 2004 — Страсті Христові (англ. The Passion of the Christ)
- 2014 — Будинок проклятих (англ. Eliza Graves)